# Conditions météorologiques lors du débarquement de Normandie
Les conditions météorologiques lors du débarquement de Normandie furent un facteur décisif pour la réussite du débarquement. Les Alliés et les Allemands savaient que le débarquement ne pouvait s'effectuer avec des chances de succès que si certaines conditions de temps, de visibilité, de hauteur de marée étaient remplies. Toutes ces conditions devaient également correspondre autant que possible à une nuit de pleine lune.
Le débarquement de Normandie (opération Neptune) fut initialement prévu pour le 5 juin mais les mauvaises conditions menacèrent la remise du plan au 19 juin. Une accalmie prévue pour le 6 juin permit aux Alliés, après un report de 24 heures, de débarquer dans des conditions acceptables et en surprenant totalement le haut commandement allemand mais perturba néanmoins le déroulement des opérations en désorganisant les parachutages et l'arrivée des premières vagues sur les plages.

## Enjeux

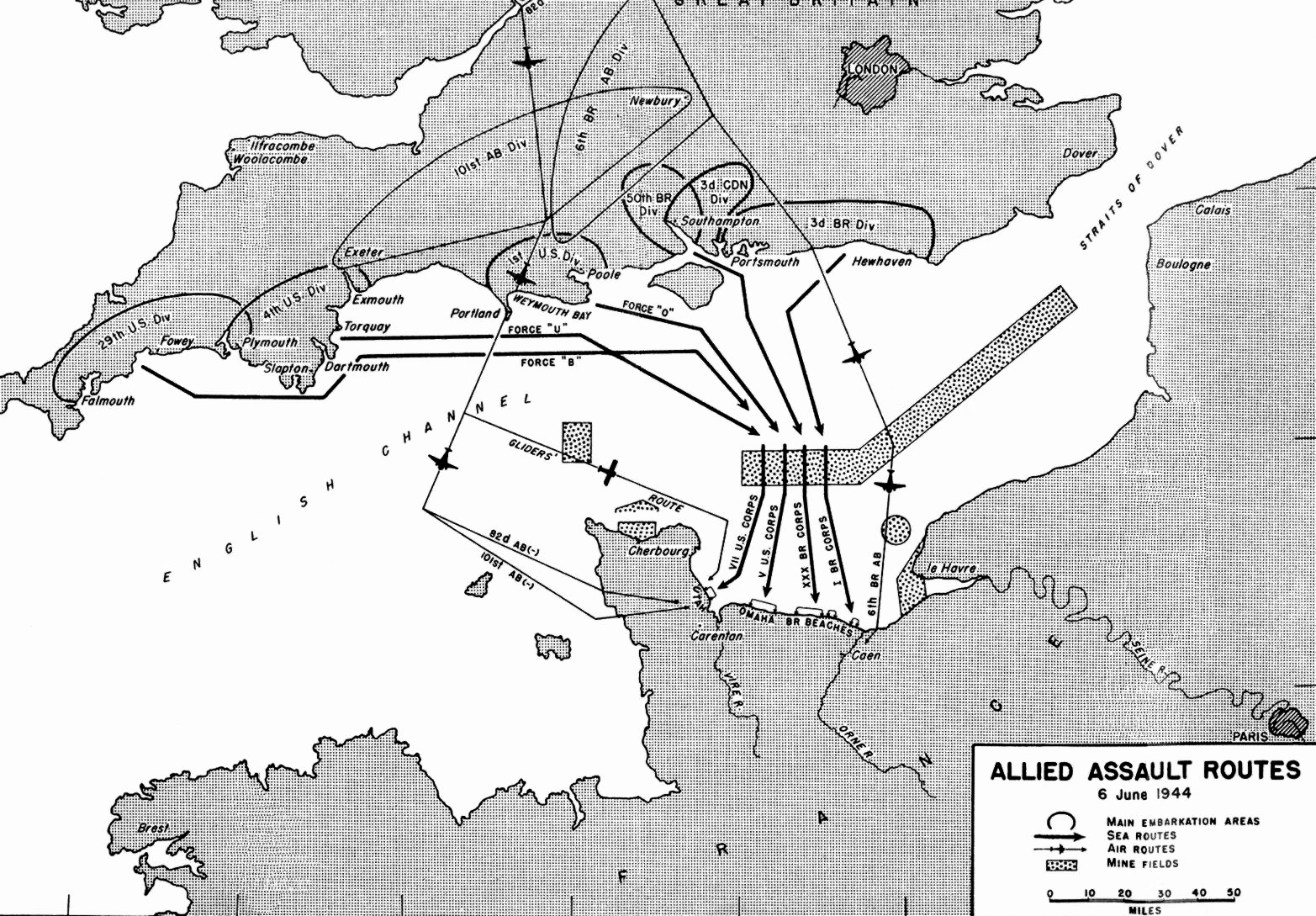
Carte montrant le déplacement des troupes lors de l'assaut.

L'organisation d'une attaque combinée aéronavale de grande ampleur comme Neptune, partie initiale d’Overlord, demande certaines conditions pour que les opérations puissent se dérouler correctement.
- Une visibilité minimum pour permettre une navigation correcte (en particulier pour les aéronefs) et l'identification des objectifs mais, dans l'idéal, pas exceptionnelle pour empêcher la détection des attaquants à grande distance ;
- Un vent nul ou modéré pour autoriser les parachutages ;
- Une mer maniable pour les plus petites embarcations des premières vagues d'assaut ;
- Une attaque au début du jour pour maximiser la durée de l'effort de l'assaillant le premier jour, période critique pour l'établissement de la tête de pont ;
- Une hauteur d'eau sur les plages permettant l'assaut dans les meilleures conditions.

Les deux camps connaissaient bien toutes ces contraintes et en avaient une évaluation similaire sauf sur le dernier point. Les Allemands pensaient que l'assaut initial se produirait à marée haute pour minimiser la distance à parcourir à découvert quand les Alliés choisirent d'attaquer à mi-marée montante pour éviter les obstacles sur les plages.

## Données météorologiques
L'évolution météo sur l'Europe occidentale étant principalement issue des flux d'ouest passant sur l'Atlantique, la collecte des observations météo sur l'Atlantique nord était une nécessité absolue pour les belligérants. Du côté des Alliés, le réseau d'observations comprenait les données d'Amérique du Nord, de l'océan Atlantique, du Royaume-Uni et même d'Europe car ils avaient réussi à décoder les messages météo transmis par Enigma. En revanche, les cartes allemandes révèlent qu'elles n'avaient pas réussi à déchiffrer les codes alliés et n'avaient que des données très dispersées sur l'océan venant de leurs U-Boots. Par conséquent, il n'y a pratiquement aucune observation pour le Royaume-Uni et les eaux environnantes.

### Situation générale et évolution

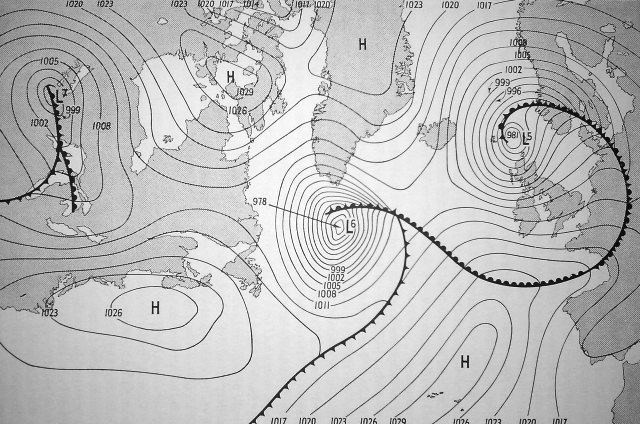
Carte météorologique le 5 juin 1944.

Neptune, la phase initiale d'Overlord débuta le 24 mai, les premiers appareillages débutant le 2 juin, pour un débarquement prévu le 5. L'anticyclone couvrant les îles Britanniques fin mai se décala vers le nord et un système dépressionnaire se mit en place sur l'Atlantique nord. Le 4 juin, l'anticyclone des Açores se décala vers l'ouest et les dépressions (une sur l'Écosse et une au large de Terre-Neuve) se creusèrent pour atteindre 985 hPa le 5 juin. Les conditions météo exécrables interdirent le débarquement ce jour-là.
Le 6 juin, une dorsale anticyclonique remonta entre les deux dépressions, bloquant la dépression atlantique et affaiblissant la dépression britannique. L'amélioration, qui avait été prévue, permit à Eisenhower de décider in-extremis le 5 au matin de lancer l'opération le lendemain quand les Allemands avaient, de leur côté, relâché leur surveillance.

## Prévisions
La différence entre les informations disponibles des deux côtés donnait aux Alliés un avantage crucial le jour J. Cependant, les techniques de l'époque permettaient difficilement d'avoir des prévisions fiables à 48 heures, durée nécessaire depuis l'embarquement des troupes et du matériel jusqu'au jour du débarquement. L'examen de tous les éléments susceptibles d'avoir une incidence sur les opérations et l'usage de différentes techniques de prévision furent donc très importants.

### Prévisions alliées

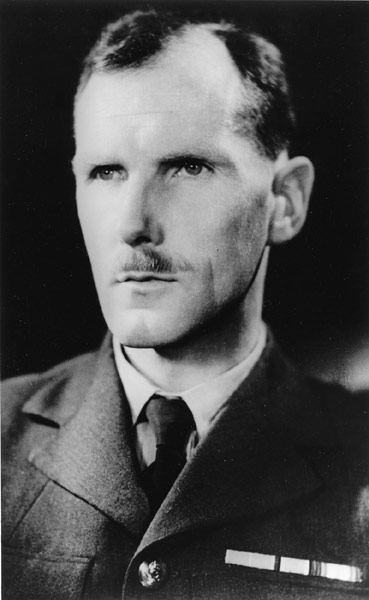
James Stagg, prévisionniste en chef.

Les Alliés disposaient de trois groupes de météorologistes : la Royal Navy, le Met Office et l'USAAF, qui travaillaient indépendamment, se rapportant au Group captain James Stagg chef prévisionniste au quartier-général, pour fournir des conseils au général Dwight Eisenhower sur sa planification de l'opération Overlord. L'équipe de la Royal Navy était composée du commandant Geoffrey Wolfe et du capitain de corvette néo-zélandais Lawrence Hogben, l'équipe civile du Met Office comptait Charles K. M. Douglas et le norvégien Sverre Petterssen de l'armée de l'air norvégienne et l'équipe de l'USAAF était formée de Irving P. Krick et de Ben Holtzman. Stagg était un géophysicien et n'avait que deux ans d'expérience en prévision dans le désert irakien mais fut nommé pour ses compétences administratives et de coordination.
Les trois équipes avaient des méthodologie de prévision fort différentes : les américains utilisaient la méthode des analogues qui compare la configuration météo avec une banque de situations typiques antérieures pour faire la prévision alors que les Britanniques utilisaient la théorie des fronts et les radiosondages. Ces différences ont mené à de vives discussions qui ont été rapportées dans les biographies des protagonistes. La prévision de 5 jours était assez hasardeuse à cette époque mais le 28 mai, lors d'une conférence téléphonique, Petterssen a averti que la situation en altitude devenait instable de l'autre côté de l'Atlantique et que la  circulation d'ouest se renforçait ce qui amènerait probablement du mauvais temps persistant dès le 2 juin. L'opinion était partagé à la Royal Navy mais l'américain Krick ne voyait rien d'autre qu'un temps calme continu tout au long des cinq jours.
Petterssen et Krick ont fait valoir leurs arguments avec force : Petterssen ne risquerait pas souvent une prévision à si long terme, mais il pensait avoir vu se dessiner un schéma exceptionnellement fort alors que Krick, extrêmement confiant quant à ses compétences de prévisionniste à long terme, faisait valoir son étude des données météorologiques remontant à 50 ans. Le colonel Donald N. Yates de l'USAAF, adjoint de Stagg et un ancien étudiant de Krick, a réussi à obtenir que les deux hommes travaillent de concert et à 4 h 30 le matin du 4 juin, la prévision fournie a contribué de manière significative à la décision d'Eisenhower de remettre le débarquement au 6 juin. En effet, chacune des trois équipes avait prévu une accalmie d'une durée d'au moins 36 heures pour cette date grâce à la très bonne couverture météo des Alliés. Heureusement, la prévision s'est avérée bonne car le 19 juin, la prochaine date possible pour un débarquement, une des plus violentes tempêtes du siècle affecta La Manche.
Les cartes synoptiques britanniques du 6 juin prévoient :
- à 3 heures légales (1 heure UTC), des vents de secteur ouest à nord-ouest de 25 nœuds (46 km/h) et une couverture nuageuse de 3/4 sur l'ouest de la Manche et des vents de secteur ouest 15 nœuds (28 km/h) sur le Pas-de-Calais avec une couverture de 4/4 ;
- à 9 heures légales, le vent mollit à 20 nœuds (37 km/h) sur l'ouest et tourne au nord-nord-ouest sur l'ensemble de la Manche, la nébulosité est de 1/2.

Le système de fronts lié à la dépression de Terre-Neuve est encore sur l’Atlantique et repoussé au nord par la dorsale de l'anticyclone des Açores.
Les prévisions donnent :
- Amélioration de douze heures le 6 juin au matin.
- Vent Ouest-Sud-Ouest virant à l'Ouest et mollissant force 5 puis continuant à décroître progressivement avant un renforcement dans l'après-midi.
- Temps variable avec averses, visibilité généralement bonne.
- Vagues de deux mètres mollissant lentement.
- Évolution ultérieure incertaine, vents d'Ouest et détérioration se poursuivant.

### Prévisions allemandes
Une analyse actuelle des cartes allemandes, retrouvées par le service météorologique allemand, montra que leurs prévisionnistes ont continué de prévoir que les conditions météorologiques devraient rester impropres à un assaut allié car ils n'identifièrent pas cette dorsale et ne virent pas l'accalmie. Ils prévoyaient deux semaines de mauvais temps. La carte allemande prévoit à 8 heures des vents d'ouest de 20 à 25 nœuds sur toutes les côtes de la Manche et jusqu'à 30 nœuds en Bretagne avec le passage d'un front occlus en journée.

## Conditions sur les plages le jour J
Toutes les heures sont en heure légale d'été anglaise (TU+2) en vigueur à l'époque. C'était également l'heure légale allemande et française.

### Lever et coucher du soleil et de la lune
|                   | 5 juin | 6 juin |
| ----------------- | ------ | ------ |
| Crépuscule        | 05h17  | 05h16  |
| Lever du soleil   | 05h59  | 05h58  |
| Coucher du soleil | 22h06  | 22h07  |
| Crépuscule        | 22h47  | 22h48  |
| Lever de lune     | 20h33  | 21h44  |
| Coucher de lune   | 05h31  | 06h04  |

Pleine lune le 6 juin.

### Conditions météo le jour J
Le temps était couvert avec des nuages bas non prévus, la température moyenne était de 16 °C. Le vent mollit à partir de 5 heures du matin, passant de force 6 à force 4, tournant à l'ouest ou ouest nord-ouest. Mais il était encore rapporté au Sud Sud-Ouest force 5 au début des opérations de débarquement sur Omaha avec une mer confuse. La mer au large avait des creux de 1 à 1,50 m.

### Marées
Les courants de marée sont alternatifs et portent à l'est (resp. au sud-est devant Utah) de la basse mer à une heure avant la pleine mer et à l'ouest (resp. au nord-ouest) de la pleine mer à une heure avant la basse mer. Le courant a une vitesse maximum à mi-marée de l'ordre de 2,5 nœuds (4,6 km/h) au large et de 2 nœuds (3,7 km/h) à la côte pour les coefficients concernés. Il s'annule lors de la renverse.

#### 5 juin
Coefficient matin : 75, coefficient soir : 79.
|                         | Utah          | Omaha         | Gold          | Juno          | Sword         |
| ----------------------- | ------------- | ------------- | ------------- | ------------- | ------------- |
| BM                      | 04h29 / 1,70m | 02h37 / 1,74m | 04h55 / 1,74m | 04h58 / 1,83m | 05h20 / 1,61m |
| PM                      | 09h41 / 6,44m | 07h44 / 6,62m | 09h54 / 6,79m | 09h57 / 6,83m | 10h32 / 7,02m |
| BM                      | 16h50 / 1,57m | 15h00 / 1,62m | 17h15 / 1,65m | 17h19 / 1,74m | 17h42 / 1,49m |
| PM                      | 22h03 / 6,67m | 20h06 / 6,88m | 22h14 / 7,02m | 22h17 / 7,07m | 22h52 / 7,25m |
| Heure initiale d'assaut | 06h00         | 06h10         | 06h45         | 06h55 à 07h05 | 06h45         |

#### 6 juin
Coefficient matin : 82, coefficient soir : 85.
|                        | Utah          | Omaha         | Gold          | Juno          | Sword         |
| ---------------------- | ------------- | ------------- | ------------- | ------------- | ------------- |
| BM                     | 05h14 / 1,46m | 03h23 / 1,49m | 05h36 / 1,50m | 05h41 / 1,59m | 06h05 / 1,36m |
| PM                     | 10h23 / 6,59m | 08h26 / 6,79m | 10h31 / 6,95m | 10h34 / 6,99m | 11h13 / 7,17m |
| BM                     | 17h34 / 1,42m | 15h44 / 1,46m | 17h56 / 1,47m | 18h01 / 1,56m | 18h25 / 1,31m |
| PM                     | 22h43 / 6,78m | 20h45 / 7,00m | 22h49 / 7,15m | 22h52 / 7,20m | 23h31 / 7,38m |
| Nouvelle planification | 06h30         | 06h30         | 07h25         | 07h35 à 07h45 | 07h25         |

## Impact
Maintenus dans l'ignorance de l'accalmie, les Allemands laissèrent leurs unités au repos et organisèrent même un kriegspiel le 6 juin à Rennes pour nombre d'officiers supérieurs qui se trouvèrent de fait absents lors des phases initiales du débarquement, Erwin Rommel retournant même en Allemagne pour l'anniversaire de sa femme.
La mauvaise visibilité (nuages et brouillards bas) perturba les lâchers de parachutistes et de planeurs qui se trouvèrent dispersés hors de leurs drop-zones attribuées. Elle gêna également les bombardements préparatoires (aériens ou navals) sur certaines plages, notablement à Omaha et Juno.
Les conditions de mer (hauteur des vagues et leur direction perpendiculaire à la route des embarcations d'assaut) ont entraîné sur plusieurs plages une désorganisation des premières vagues d'assaut, certaines barges chavirant et des chars DD coulant, en particulier à Omaha où seuls deux des chars DD mis à l'eau arrivèrent sur la plage. De plus les hommes étaient épuisés par le mal de mer.
Les courants de marée renforcés par les vents d'ouest furent plus forts que prévu et déportèrent les premières vagues d'assaut vers l'est (le sud pour Utah).
Compte tenu de la situation dépressionnaire et des vents forts de secteur ouest à nord-ouest, les hauteurs d'eau sur les plages furent plus fortes que calculées, amenant les barges de débarquement plus tôt que prévu sur les obstacles.
Les opérations de diversion dans le Pas-de-Calais furent également perturbées par le mauvais temps.